# Olga Pall
Olga Pall (n. 3 decembrie 1947, Göstling an der Ybbs⁠(d), Austria Inferioară, Austria) este o schioară alpină ce a reprezentat Austria, medaliată olimpică. A participat la o ediție a Jocurilor Olimpice (1968) în care a câștigat o medalie de aur.

## Participări
Lista de mai jos prezintă principalele competiții la care a participat Olga Pall de-a lungul carierei.
- ski alpin aux Jeux olympiques d'hiver de 1968 – descente femmes[*]